# Xã Carthage, Quận Athens, Ohio
Xã Carthage (tiếng Anh: Carthage Township) là một xã thuộc quận Athens, tiểu bang Ohio, Hoa Kỳ. Năm 2010, dân số của xã này là 1.532 người.